# Scandinavia

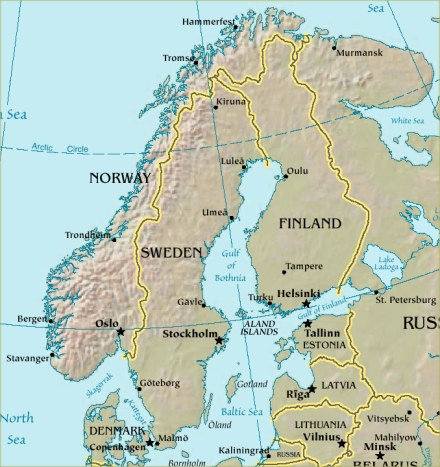
Harta politică a Scandinaviei

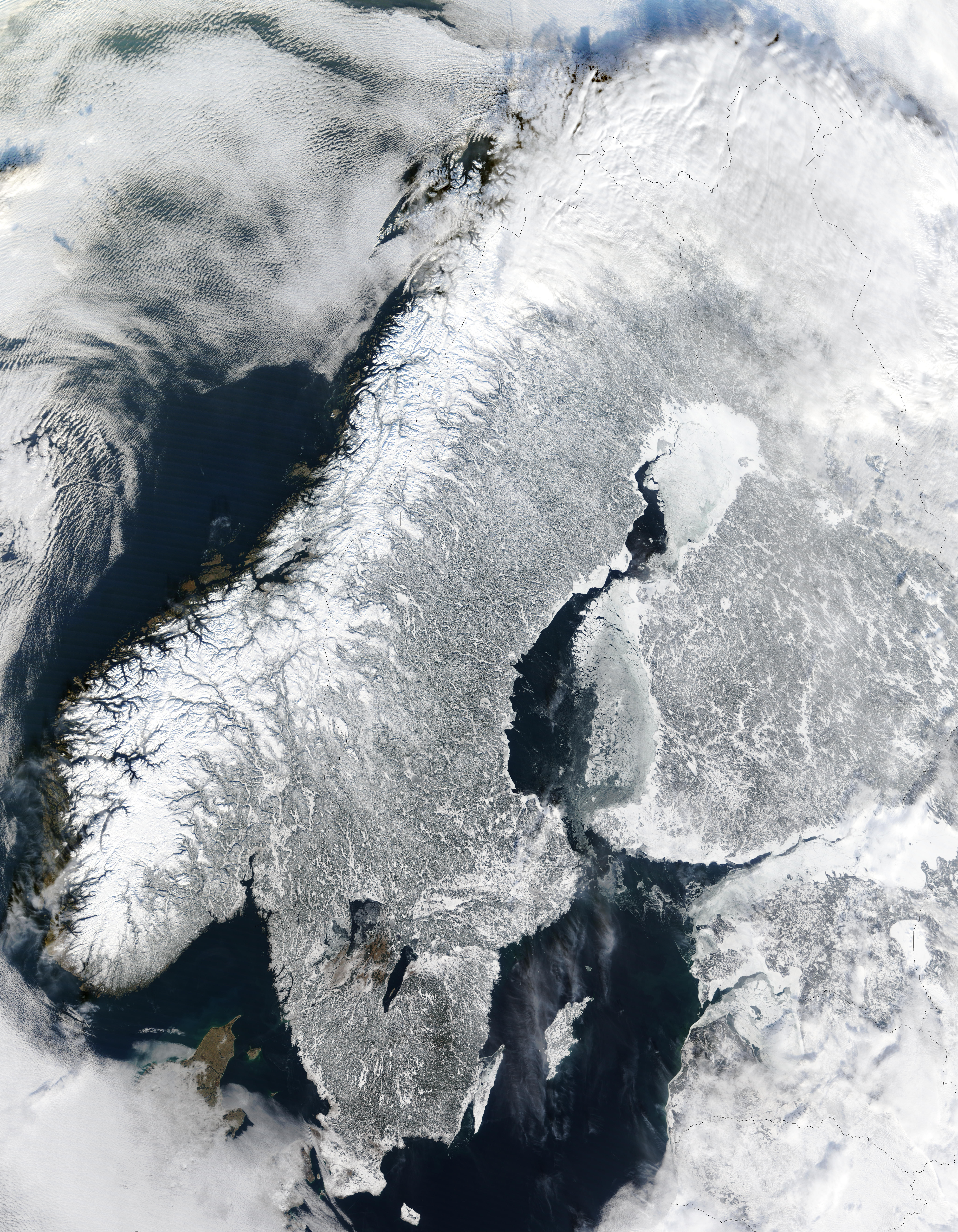
Scandinavia pe timpul iernii (19 februarie 2003)

Scandinavia este regiunea culturală și istorică a Peninsulei Scandinave, locuită de popoare de sânge germanic: Suedia, Norvegia și Danemarca. În unele contexte, Scandinavia poate să mai însemne:
- Suedia, Norvegia și Finlanda;
- Suedia, Norvegia, Danemarca și Islanda.

În Scandinavia se vorbesc limbi germanice de nord: suedeză, norvegiană și daneză, limbi care se înrudesc între ele și pot fi înțelese reciproc. Sunt înrudite și cu islandeza și feroeza, care însă nu se înțeleg reciproc.
Folosirea termenului modern „Scandinavia” derivă de la mișcarea politică scandinavistă, activă la mijlocul secolului al XIX-lea, care urmărea unirea Danemarcei, Suediei și Norvegiei într-un singur regat unit. Sfârșitul acestei mișcări politice a venit în 1864, atunci când Suedia-Norvegia a refuzat să-i acorde Danemarcei sprijin în războiul cu Prusia.
Chiar dacă uniunea politică nu s-a realizat niciodată, în 1873 a luat ființă Uniunea Monetară Scandinavă, având coroana drept monedă unică; aceasta a funcționat până la Primul Război Mondial.

## Regiunea
| Steag          | Țara           | Capitala  | Orașe principale                    | Populație (2014–15) | Suprafață     | Densitate     |
| -------------- | -------------- | --------- | ----------------------------------- | ------------------- | ------------- | ------------- |
| Suedia         | Suedia         | Stockholm | Stockholm, Göteborg, Malmö          | 9.745.355           | 450.295 km²   | 21,6 loc/km²  |
| Danemarca      | Danemarca      | Copenhaga | Copenhaga, Århus, Odense            | 5.659.715           | 42.916 km²    | 131,9 loc/km² |
| Finlanda       | Finlanda       | Helsinki  | Helsinki, Espoo, Tampere            | 5.472.971           | 338.424 km²   | 16,2 loc/km²  |
| Norvegia       | Norvegia       | Oslo      | Oslo, Bergen, Trondheim             | 5.109.056           | 385.186 km²   | 13,2 loc/km²  |
| Islanda        | Islanda        | Reykjavík | Reykjavík, Kópavogur, Hafnarfjörður | 325.671             | 102.775 km²   | 3,2 loc/km²   |
| Insulele Feroe | Insulele Feroe | Tórshavn  | Tórshavn, Klaksvík, Runavík         | 49.947              | 1.399 km²     | 35,7 loc/km²  |
| Total:         |                |           |                                     | ▲26.362.715         | 1.320.995 km² | 20 loc/km²    |